# Capilla de la Feria
La capilla de la Feria, también conocida como capilla de la Virgen de los Llanos, es una capilla situada en el Recinto Ferial de Albacete, en la ciudad española de Albacete. Es uno de los símbolos de la Feria de Albacete, declarada de Interés Turístico Internacional, que tiene lugar del 7 al 17 de septiembre, durante la que alberga la imagen de la Virgen de los Llanos, la patrona de la capital.

## Historia
La capilla de la Virgen de los Llanos se habilitó en 1952 en el Recinto Ferial de Albacete. Hasta entonces el Recinto Ferial no tenía un lugar para la patrona de la ciudad.
Durante siglos la imagen de la Virgen de los Llanos permaneció en la ermita de Los Llanos y se trasladaba ocasionalmente a la villa. Con la desamortización de 1836, el ayuntamiento recuperó la imagen de la Virgen y la ubicó en el retablo de la iglesia de San Juan hasta que en 1936 el templo fue quemado. 
En los siglos XVIII y XIX, hasta la guerra civil, los actos en honor a la patrona tenían lugar fuera del Recinto Ferial. Desde 1940 la imagen fue trasladada en procesión y entronizada en una hornacina del Recinto Ferial hasta que en 1952 se habilitó la capilla en unos locales del ayuntamiento. Ya en 1953 se seguía la tradición que se desarrolla actualmente en la cabalgata de feria del día 7 cuando la Virgen se traslada en carroza, se expone al público y se coloca en su capilla.

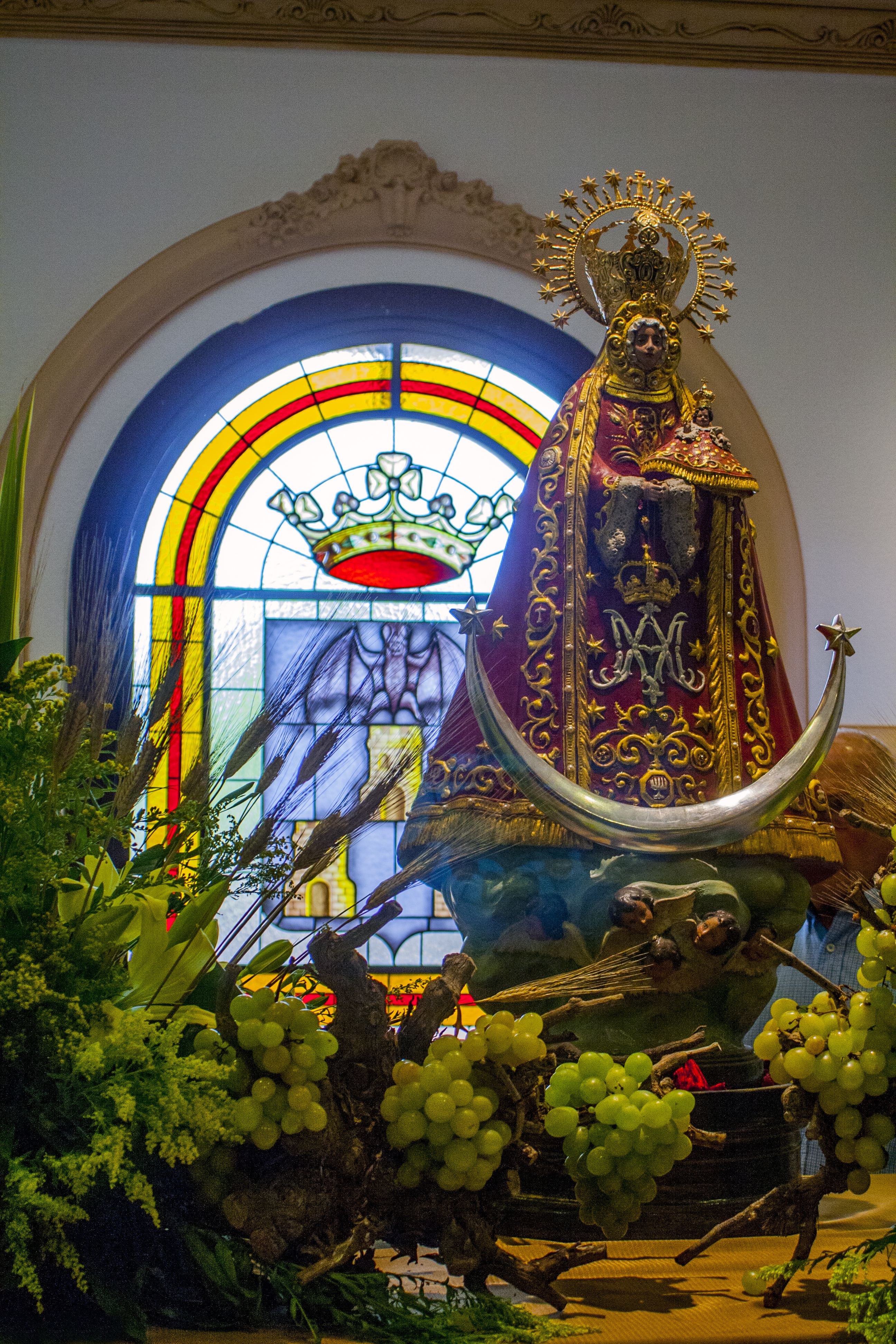
La Virgen de los Llanos en su capilla de la Feria

La imagen original de la Virgen de los Llanos se encuentra en la Catedral de Albacete. En la década de 1940 se decidió encargar otra a Ramiro Undabeytia, que es la que permanece en la capilla durante la Feria de Albacete. El resto del año permanece en el ayuntamiento.

## Actos

### Cabalgata de apertura de feria
Es el primer y más importante evento de la feria. La imagen de la Virgen de los Llanos se traslada desde la avenida de España hasta el Recinto Ferial, en una celebración en la que desfilan más de 100 carrozas, además de charangas, peñas y bandas de música. Tras cantar el himno de Albacete y abrir la Puerta de Hierros con fuegos artificiales y dar por inaugurada oficialmente la Feria de Albacete, el alcalde porta en sus brazos la imagen de la Virgen hasta su capilla del Recinto Ferial, desde donde preside durante 10 días la feria que se celebra en su honor.

### Ofrenda floral
La capilla del Recinto Ferial es el escenario final de la ofrenda floral, que parte de la Catedral de Albacete, donde se presenta la imagen de la Virgen de los Llanos. Este acto nació en 1989 gracias a la mano de la peña Templete. Hoy en día cuenta con el acompañamiento del resto de peñas (como la de Magisterio, Amigos Casa Cuenca, Casa de Aragón...). Tiene lugar el primer domingo de feria —siempre que no coincida con los días 7 y 8 de septiembre— y reúne a unas 30 000 personas.